# William Sadler
William Sadler, född 13 april 1950 i Buffalo, New York, är en amerikansk skådespelare.
William Sadler har genom åren varit med i ett antal stora filmer och även fått ett antal nomineringar. I Academy of Sience Fiction, Fantasy & Horror Film, USA, vann William Sadler år 1992 en Saturn Award for best supporting Actor i filmen Bill och Teds galna mardrömsresa (1991). Han har även medverkat i ett antal stora filmer genom åren som Die Hard 2 (1990), The Mist (2007) och Nyckeln till frihet (1994), som belönats med en Oscar och ett antal nomineringar.

## Tidiga år
Sadler föddes 1950 i Buffalo, New York, som son till Jane och William Sadler. Från tidig ålder började han uppträda inför publik. Med en mängd olika stränginstrument till hands blev Sadler framgångsrik i sin hemstad under gymnasieåren på Orchard Park High School, där han gjorde sig känd som Banjo Bill Sadler, en banjospelande sångare som kunde skämta medan han spelade.
Både elever och lärare uppskattade hans framträdanden oerhört mycket, vilket resulterade i att Sadler provspelade sistaårsspelen efter övertalning från sin lärare i engelska Dan Larkin. Han vann rollen, vilket bidrog till hans personliga upptäckt att vilja bli skådespelare. Efter examen från gymnasiet skrev han in sig i SUNY Geneseo. Efter studierna där tillbringade han två år på Cornell University, där han tog masterexamen i skådespeleri med en så kallad academic minor i talkommunikation. Han är certifierad tallärare och speciellt duktig på accenter. När studierna var färdiga påbörjade Sadler sina auditions.

## Filmografi (urval)

### Filmer
| År   | Titel                          | Roll                             | Info                          |
| ---- | ------------------------------ | -------------------------------- | ----------------------------- |
| 1982 | Hett om öronen                 | hotellreceptionist               |                               |
| 1986 | Off Beat                       | Dickson                          |                               |
| 1987 | Project X - topphemligt        | Dr. Carroll                      |                               |
| 1989 | En snut på hugget              | Don, bilförsäljare               |                               |
| 1990 | Hard to Kill                   | senator Vernon Trent             |                               |
| 1990 | Die Hard 2                     | överste Stuart                   |                               |
| 1990 | The Hot Spot                   | Frank Sutton                     |                               |
| 1991 | Bill & Teds galna mardrömsresa | Liemannen/brittisk familjemedlem | Saturn Award for Bästa biroll |
| 1991 | Rush                           | Monroe                           |                               |
| 1992 | Trespass                       | Don Perry                        |                               |
| 1993 | Freaked                        | Brian                            |                               |
| 1994 | Nyckeln till frihet            | Heywood                          |                               |
| 1999 | Stealth Fighter                | Adm. Frank Peterson              |                               |
| 1999 | Den gröna milen                | Klaus Detterick                  |                               |
| 2007 | A New Wave                     | Mr. Dewitt                       |                               |
| 2007 | August Rush                    | Thomas Novacek                   |                               |
| 2007 | The Mist                       | Jim Grondin                      |                               |
| 2013 | Iron Man 3                     | president Matthew Ellis          |                               |
| 2013 | Machete Kills                  | sheriff Doakes                   |                               |
| 2019 | The Highwaymen                 | Henry Barrow                     |                               |

### TV-serier
| År        | Titel                                            | Roll                | Info                                                            |
| --------- | ------------------------------------------------ | ------------------- | --------------------------------------------------------------- |
| 1977      | The CBS Festival of Lively Arts for Young People |                     | "Henry Winkler Meets William Shakespeare"                       |
| 1995      | Omen                                             | Dr. Linus           | Television pilot                                                |
| 1995      | The Outer Limits                                 | Frank Hellner       | "Valerie 23"                                                    |
| 1996      | Poltergeist: The Legacy                          | Shamus Bloom        | "The Fifth Sepulcher" "The Choice"                              |
| 1998–1999 | Star Trek: Deep Space Nine                       | Luther Sloan        | "Inquisition" "Inter Arma Enim Silent Leges" "Extreme Measures" |
| 1999      | Witness Protection                               | Sharp               | Television film                                                 |
| 1999–2002 | Roswell                                          | Sheriff Jim Valenti | 58 avsnitt                                                      |
| 2003      | Ed                                               | Lee Leetch          | "The Case"                                                      |
| 2003      | Law & Order: Criminal Intent                     | Kyle Devlin         | "Graansha"                                                      |
| 2003      | Project Greenlight 2                             | Himself             |                                                                 |
| 2004      | Wonderfalls                                      | Darrin Tyler        | 13 avsnitt                                                      |
| 2004      | På heder och samvete                             | Saul Wainwright     | "Retrial"                                                       |
| 2005      | Third Watch                                      | Scotty Murray       | "Forever Blue"                                                  |
| 2005      | Tru Calling                                      | Travis              | "Enough"                                                        |
| 2005      | Law & Order: Trial by Jury                       | Paul Rice           | "Blue Wall"                                                     |
| 2005      | Law & Order                                      | Kevin Drucker       | "Life Line"                                                     |
| 2006      | CSI: Crime Scene Investigation                   | Karl Cooper         | "Killer"                                                        |
| 2006      | The Path to 9/11                                 | Neil Herman         | Miniseries                                                      |
| 2010      | Hawaii Five-0                                    |                     |                                                                 |